# Thawi Watthana
Thawi Watthana (tiếng Thái: ทวีวัฒนา, phiên âm: Tha-vi Vát-tha-na) là một trong 50 quận của thành phố Băng Cốc, Thái Lan. Các quận giáp ranh, từ phía bắc theo chiều kim đồng hồ là: huyện Bag Kruai của tỉnh Nonthaburi, Taling Chan, Bang Khae và Nong Khaem của Bangkok, các huyện Sam Phran và Phutthamonthon của tỉnh Nakhon Pathom.

## Lịch sử
Huyện này được đặt tên theo Khlong Thawi Watthana, một khlong (kênh) dài chạy theo hướng tây bắc-đông nam qua khu vực. Khu vực này đã từng là một tambon, một phần amphoe Taling Chan của tỉnh Thon Buri năm 1933. Tambon này đã được nâng lên thành một quận từ ngày 6 tháng 3 năm 1998.

## Hành chính
Quận này được chia thành 2 phó quận (kwaeng).
| 1. | Thawi Watthana | ทวีวัฒนา      |
| 2. | Sala Thammasop | ศาลาธรรมสพน์ |